# Nemzeti Közművek
Az NKM Nemzeti Közművek Zrt. (röviden: NKM) az MVM Csoporthoz tartozó, 2015-ben alapított nemzeti közműszolgáltató cég, mely a villamosenergia-, és a gázszektorban, továbbá a távhőágazatban tevékenykedik. Az NKM tulajdonosai 93,5633%-ban az MVM Zrt. és 6,4367%-ban a Magyar Állam.

## Előzmények
2016. október 1-jével közös megegyezéssel távozott az ENKSZ éléről az alapítás óta elnök-vezérigazgató Horváth Péter János. Helyére Kóbor Györgyöt nevezte ki Seszták Miklós, akkori nemzeti fejlesztési miniszter. Kóbor korábban rövidebb ideig a MET-csoportnál, huzamosabban az E.ON Hungária Zrt.-nél töltött be vezetői pozíciókat.
2017. február 1-jével lezárult a korábban az EDF tulajdonában álló DÉMÁSZ Zrt. és tagvállalatainak állami felvásárlása, melyet az NKM jogelődje, az ENKSZ hajtott végre. Az adásvétel során a Dél-Alföldön mintegy 32.200 km hosszú villamos hálózatot üzemeltető DÉMÁSZ Hálózati Elosztó Kft. is állami tulajdonba került.

## Történet
2017. június végével a korábbi FŐGÁZ Zrt. és a korábbi DÉMÁSZ Zrt. az addigra az ENKSZ-ből NKM Nemzeti Közművek Zrt. néven működő új nemzeti közműszolgáltató társaság tulajdonába került. A bonyolult tranzakció-sorozat nyomán az NKM tulajdonosai 50%-ban a Magyar Állam és az MFB Zrt., illetve 50 %-ban az MVM Zrt. lett.
2017. november 6-ával egységesen, Nemzeti Közművek márkanévvel folytatta tevékenységét a FŐGÁZ Zrt. és a DÉMÁSZ Zrt. A váltást követően a FŐGÁZ Zrt. neve NKM Földgázszolgáltató Zrt., a DÉMÁSZ Zrt. neve pedig NKM Áramszolgáltató Zrt. lett.
2018. augusztus 2-án Bártfai-Mager Andrea, nemzeti vagyon kezeléséért felelős tárca nélkül miniszter Kóbor Györgyöt nevezte ki az MVM Zrt. élére. Az MVM új elnök-vezérigazgatója, az NKM igazgatóságának elnökeként továbbra is részt vesz a társaság irányításában. Az NKM vezérigazgatói feladatait Hiezl Gábor, a társaság addigi digitalizációs és innovációs vezérigazgató-helyettese vette át.
2019. július 1-től az NKM Földgázszolgáltató Zrt. és az NKM Áramszolgáltató Zrt. egyesült NKM Energia Zrt. néven és az egyetemes szolgáltatás mind földgáz, mind villamosenergia terén egy cég, illetve engedélyes kezébe került.
2021.január 1-jétől a korábbi NKM társaságok új, egységes márkanevet és arculatot kaptak. Az NKM márka helyét az MVM vette át, így az MVM Csoport már egységes márkanév alatt jelenik meg.

## Az NKM társaságai
- NKM Energia Zrt. (100%), a korábbi NKM Földgázszolgáltató Zrt. és a NKM Áramszolgáltató Zrt. egyesülésével[11]
- NKM Optimum Zrt. (100%)[4]
- NKM Észak-Dél Földgázhálózati Zrt. (100%), korábbi Égáz-Dégáz Földgázelosztó Zrt.[13]
- NKM Oroszlányi Szolgáltató Zrt. (100%)[4]
- NKM Ügyfélkapcsolati Kft. (100%)[4]
- NKM WATT ETA Kft. (100%)[14]

## Az NKM Energia Zrt. társaságai
- NKM Áramhálózati Kft. (100%), korábbi DÉMÁSZ Hálózati Elosztó Kft.[4]
- NKM Földgázhálózati Kft. (100%), korábbi FŐGÁZ Földgázelosztási Kft.[4]
- NKM Mobilitás Kft. (100%)